# Reinhold Glière
Reinhold Glière   (Kíiv, 30 de desembre de 1874 (Julià) - Moscou, 23 de juny de 1956), nom complet amb patronímic Reinhold Móritsovitx Glière, rus: Рейнгольд Морицевич Глиэр, Reingold Móritsovitx Glier, fou un compositor rus d'ascendència alemanya.
Glière va ser el segon fill del fabricant d'instruments de vent Ernst Moritz Glier (1834-1896) d'Untersachsenberg (Saxònia), qui va emigrar a Kíev i es va casar amb Józefa Korczak (1849-1935), filla dels seu mestre, procedent de Varsòvia. El seu nom original, com consta en el certificat de baptisme, era Reinhold Ernst Glier. Al voltant de 1900 va canviar l'escriptura i pronúncia del seu cognom a Glière, la qual cosa ha provocat la falsa creença, establerta per Leonid Sabanéiev per primera vegada el 1927, de l'ascendència francesa o belga del compositor.

## Biografia
Glière va inscriure's a l'escola de música de Kív el 1891, on va estudiar violí amb Otakar Ševčík entre d'altres. El 1894 va accedir al Conservatori de Moscou on va estudiar amb Serguei Tanéiev (contrapunt), Mikhail Ippolitov-Ivanov (composició), Jan Hrimaly (violí), Anton Arenski i Georgi Konjus (harmonia). Es va graduar el 1900 havent compost l'òpera en un acte Terra i Cel (basada en un text de Byron) i rebent la medalla d'or en composició. En el següent any Glière va acceptar un lloc com a professor a l'escola de música Gnesin, de Moscou on entre altres alumnes tingué a Krein. Tanéiev va proporcionar-li dos alumnes privats el 1902: Nikolai Miaskovski i el jove de disset anys Serguei Prokófiev, a qui Glière va donar classes a la propietat dels pares de Prokófiev, a Sontsovka. Glière va estudiar direcció d'orquestra amb Oskar Fried a Berlín des de l'any 1905 fins a 1908. Un dels seus companys d'estudis va ser Serguei Koussevitzki, que va dirigir l'estrena de la Simfonia núm. 2 op. 25 de Glière el 23 de gener de 1908 a Berlín. De retorn a Moscou, Glière va reincorporar-se a l'escola Gnesin. En els següents anys Glière va compondre el poema simfònic Sireny, op. 33 (1908), la simfonia programàtica Il'ya Muromec, op. 42 (1911) i el ballet-pantomima Chrizis, op. 65 (1912). El 1913 va obtenir un lloc a l'escola de música de Kíev, que havia adquirit la categoria de Conservatori feia poc; uns anys després n'esdevindria director. A Kíev va ser professor de Levkó Revutski, Borís Liatoixinski i Vernon Duke (Vladímir Dukelski) entre d'altres.
El 1920 Glière es va traslladar al Conservatori de Moscou, on va ser professor (de manera intermitent) fins al 1941. Aleksandr Mossolov, Zara Lévina, Nikolai Pàvlovitx Ivanov-Radkévitx, Alexander Davidenko, Borís Aleksàndrovitx Aleksàndrov, Aram Khatxaturian, Aleksandr Davidenko, Lev Knipper, Samuel Senderei i Aleksandr Mossolov van ser alguns dels seus alumnes de l'etapa moscovita. Durant uns quants anys va ocupar llocs directius en l'organització Proletkul't i va treballar amb el Comissariat per a l'Educació del Poble. Llavors, el teatre era el centre de les seves preocupacions artístiques. El 1923 Glière va ser convidat el Comissariat per a l'Educació del Poble de l'Azerbaidjan per viatjar a Baku i fer-se càrrec de la composició d'un prototip d'òpera nacional azerbaidjana. El resultat de la seva recerca etnomusicològica va ser l'òpera Xakh-Senem, considerada la pedra de toc de la tradició operística nacional Soviètic-Azerbaidjana. Ací, el llegat musical dels clàssics russos, des de Glinka a Skriabin es combina amb els cants populars i amb alguns orientalismes simfònics. El 1927, inspirat per la ballarina Iekaterina Vassílevna Gelcer (1876-1962), va compondre el ballet Krasnyj mak (La rosella roja), després revisat, per tal d'evitar les connotacions amb l'opi, com Krasnyj cvetok (La flor roja, 1955). La rosella roja va ser considerat el primer ballet rus sobre tema revolucionari. Potser aquesta va ser l'obra més famosa de Glière a Rússia. El ballet-pantomima Chrizis va ser revisat just abans que La rosella roja, en els últims anys de la dècada de 1920, seguit del popular ballet Comediants (1931, després reescrit i rebatejat com La donzella de Castella) sobre una obra de Lope de Vega.
Després de 1917, a diferència d'altres compositors russos, Glière no va visitar Europa occidental. Va fer concerts a Sibèria i altres àrees de la Unió Soviètica. Va treballar a l'Uzbekistan com a "promotor del desenvolupament musical" a finals de la dècada de 1930. D'aquesta època és el seu "drama amb música" Gjulsara i l'òpera Lejli va Medûnun, ambdues obres compostes en col·laboració amb l'uzbek Talib Sadykov (1907-1957). De 1938 a 1948 Glière va ser president del comitè d'organització de l'Associació Soviètica de Compositors.
Glière va rebre moltes distincions al seu país: Azerbaijan (1934), la República Soviètica de Rússia (1936), Uzbekistan (1937) i l'URSS (1938) el van nomenar Artista del Poble. El 1941 va rebre el títol de doctor honorífic en arts i ciències. També va rebre el Premi Stalin en diverses ocasions: El 1946 (Concert per a veu i orquestra), 1948 (Quart Quartet de corda), i 1950 (El genet de bronze). A més, va ser condecorat amb 3 ordes de Lenin i un orde de la Bandera Roja del Treball
Com a alumne de Tanéiev i membre 'associat' del cercle de l'editor de Sant Petersburg Mitrofan Beljaev, tot indicava que Glière estava destinat a la música de cambra. El 1902 Arenski va escriure sobre el Sextet op. 1: «hom reconeix fàcilment a Tanéiev com a model, el que parla a favor de Glière». No obstant això, al contrari que Tanéiev, Glière va sentir més atracció per la tradició russa i va buscar el consell dels alumnes de Rimski-Kórsakov: Ippolitov-Ivanov i Arenski. Fins i tot Aleksandr Glazunov va observar un "estil obstrusivament rus" en la primera Simfonia de Glière. Al final, Glière va trobar amb la tercera Simfonia (Il'ja Muromec) una síntesi entre la tradició nacional russa i un refinament impressionista. L'estrena d'aquesta darrera obra va tenir lloc a Moscou el 1912, i va ser determinant perquè el compositor obtingués el "Premi Glinka". La simfonia narra en quatre moviments les aventures i la tràgica mort de l'heroi rus Il'ja Muromec. Aquesta obra ha estat molt interpretada, tant a Rússia com a l'estranger, i va reportar a Glière el reconeixement internacional. Va esdevenir en una de les favorites de Leopold Stokowski, qui en va fer, amb aprovació de Glière, una versió abreujada, amb una durada d'aproximadament la meitat de l'original (uns 80 minuts). L'obra gaudeix d'un llenguatge simfònic modern, una instrumentació brillant i extensos desenvolupaments lírics.
Tot i que Glière es va comprometre políticament amb la revolució d'octubre, després es va mantenir al marge de les disputes ideològiques que van sorgir a finals de la dècada de 1920 entre l'Associació per a la Música Contemporània i l'Associació Russa de Músics Proletaris, concentrant-se principalment en la composició. El seu llenguatge simfònic, que combina les grans epopeies eslaves amb un lirisme cantabile, està governat per una harmonia rica i colorista, colors orquestrals brillants i ben balancejats i formes tradicionals perfectes. Òbviament, tot això va assegurar l'acceptació de la seva obra tant per la Rússia tsarista com per les autoritats soviètiques, provocant vers ell el ressentiment de molts col·legues que van sofrir la punyent persecució ideològica sota el règim soviètic. Com a darrer representant genuí de l'escola musical russa prerevolucionària, quasi considerat un «clàssic vivent», Glière va ser immune a l'habitual reprotxe de "formalisme" (equivalent a "modernitat" o "decadentisme burgès"). Així, les infames purgues de 1936 i 1948 no van afectar-lo.
Els concerts per a arpa (op. 74, 1938), per a soprano de coloratura (op. 82, 1943) i trompa (op. 91, 1950, dedicat a Valeri Polekh), populars fins i tot a occident, han estat designats com 'música objecte per a virtuosos'. Encara desconegudes resten les seves composicions per a l'ensenyament musical, les obres de cambra i les cançons i obres per a piano de l'etapa com a professor de l'Escola Gnesin de Moscou.

## Obres principals
- Obres orquestrals
  - Simfonia núm. 1 en mi bemoll major, op. 8 (1900)
  - Simfonia núm. 2 en do menor, op. 25 (1907)
  - Simfonia núm. 3 (Il'ja Muromec) en si menor, op. 42 (1911)
  - Sireny (Les Sirenes) en fa menor, poema simfònic, op. 33 (1908)
  - Zaporoûcy (Els cosacs de Zaporozhy), poema simfònic - ballet, op. 64 (1921; interpretat només en concert)
  - Na prazdnik Kominterna! (Fantasia per a la festa del Komintern), Fantasia per a banda militar i orquestra (1924)
  - Marš Krasnoj Armii (Marxa de l'Armada Roja) per a banda (1924)
  - Fragment Simfònic (1934)
  - Geroitsheskij marš Burjatskoj-Mongolskoj ASSR (Marxa heròica per a l'ASSR Burjat-Mongòlica) C major, op. 71 (1934-1936)
  - Torûestvennaja uvertjura k 20-letiju Oktjabrja (Obertura Festiva per al 20è aniversari de la Revolució d'Octubre), op. 72 (1937)
  - Pochodnyj marš (Marxa campestre) per a banda, op. 76 (1941)
  - Druûba narodov (L'amistat entre els pobles), Obertura per al 5è aniversari de la Constitució Soviètica op. 79 (1941)
  - 25 let Krasnoj Armii (25 Anys d'Armada Roja), Ouverture per a banda op. 84 (1943)
  - Pobeda (Victòria), Obertura op. 86 (1944); versió per a banda op. 86a
  - Vals de concert en Re bemoll major, op. 90 (1950)
- Concerts
  - Concert per a arpa i orquestra en mi bemoll major, op. 74 (1938)
  - Concert per a soprano de coloratura i orquestra en fa menor, op. 82 (1943)
  - Concert per a violoncel i orquestra en re menor, op. 87 (1946)
  - Concert per a trompa i orquestra en si bemoll major, op. 91 (1950)
  - Concert per a violí i orquestra (Concerto-Allegro) en sol menor, op. 100 (1956), completat i orquestrat per B. Ljatošynskyj
- Obres vocals
  - Gjul'sara, òpera, op. 96 (1936, rev. 1949), coautor Talib Sadykov
  - Šach-Senem, òpera, op. 69 (1923-25)
  - Lejli va Medûnun, òpera uzbeka, op. 94 (1940), coautor Talib Sadykov
  - Cançons
  - Cors
  - Cantates
- Ballets
  - Krasnyj mak (La rosella roja) op. 70 (1927, rev. 1949 i 1955 Krasnyj cvetok (La flor roja)) interpretada per la ballarina Ekaterina Geltser
  - Mednyj vsadnik (El genet de bronze; basat en Aleksandr Puixkin) op. 89 (1948/49)
  - Komedianty (Comediants) op. 68 (1922, rev. 1930 i 1935 com Doc Kastilii (La donzella de Castella)
  - Taras Bul'ba (basada en l'obra de Nikolai Gògol) op. 92 (1952)
- Música de cambra
  - Quartet de corda núm. 1 en la major, op. 2 (1899)
  - Quartet de corda núm. 2 en sol menor, op. 20 (1905)
  - Quartet de corda núm. 3 en re menor, op. 67 (1927)
  - Quartet de corda núm. 4 en fa menor, op. 83 (1943)
  - Sextet de corda núm. 1 en do menor, op. 1 (1898)
  - Sextet de corda núm. 2 en si menor, op. 7 (1904)
  - Sextet de corda núm. 3 en do major, op. 11 (1904)
  - Octet de corda en re major, op. 5 (1902)
  - Duos per a diversos instruments
  - Obres per a piano

- Música incidental

- Música de cine